# Xanthostemon carlii
Xanthostemon carlii är en myrtenväxtart som beskrevs av J.W.Dawson. Xanthostemon carlii ingår i släktet Xanthostemon och familjen myrtenväxter. Inga underarter finns listade i Catalogue of Life.